# Syndrome de McKusick Kaufman
 Mise en garde médicale
Le syndrome de McKusick Kaufman est une maladie génétique rare associant un hydrohématocolpos chez les filles ou des malformations des organes génitaux externes chez les garçons, une polydactylie postaxiale et une cardiopathie congénitale.

## Incidence
La plupart des personnes affectées par cette pathologie sont des Amishs. La fréquence des porteurs est comprise entre 1 % et 3 % de la population amish. L'incidence est inconnue dans les autres populations.

## Clinique
Le syndrome de McKusick Kaufman est l’association d'hydrohématocolpos, un hydrohématocolpos est une collection muqueuse ou sanguine dans le vagin. Avant la puberté, il s’agit uniquement d’un hydrocolpos par accumulation de sécrétions muqueuses cervicales dans le vagin. Après la puberté, l’écoulement menstruel aboutit à un hématocolpos pouvant aboutir à une hématométrie si le sang entraîne une dilatation de l’utérus. Cette accumulation est la conséquence soit d’une absence partielle du vagin, d’une cloison transversale ou d’un hymen imperforé.
Il est également associé au polydactylie postaxiale (présence d’un doigt supplémentaire du côté cubital (du petit doigt)), de cardiopathie congénitale (de multiples anomalies cardiaques ont été décrites : communication inter-auriculaire, communication inter-ventriculaire, canal atrio-ventriculaire, hypoplasie du cœur gauche, tétralogie de Fallot, canal artériel persistant ou veine cave supérieure gauche) et divers autres maladies comme la maladie de Hirschsprung, l'atrésie anale et l'imperforation de l’anus.

## Diagnostic
Essentiellement sur la clinique : chez les non amishs, l’association hématocolpos et polydactylie postaxiale est suffisante pour évoquer le diagnostic. Avant d’évoquer ce syndrome, il faut attendre quelques années parfois pour éliminer la possibilité d’un syndrome de Bardet-Biedl dont les manifestations sont plus tardives.

### Diagnostic différentiel
Cette maladie doit être distinguée des autres pathologies associant : hématocolpos et polydactylie postaxiale (syndrome de Bardet-Biedl, syndrome d'Ellis-Van Creveld), polydactylie postaxiale (VACTERL Association, Syndrome de Pallister-Hall) et hématocolpos (syndrome Langer-Giedion).

### Diagnostic prénatal
Les manifestations de cette pathologie peuvent être vues lors de l’échographie obstétricale[réf. nécessaire].